# Miesiąc Fotografii w Krakowie
Miesiąc Fotografii w Krakowie – coroczna impreza fotograficzna organizowana w Krakowie przez Fundację Sztuk Wizualnych i trwająca przez cały maj.
Organizowany od 2002 roku, Miesiąc Fotografii w Krakowie jest międzynarodowym festiwalem fotograficznym, a jednocześnie jednym z najważniejszych cyklicznych wydarzeń kulturalnych w Polsce.
Każdego roku w wydarzeniu bierze udział ponad 100 artystów oraz specjalistów z kraju i ze świata, a w 40 lokalizacjach na terenie Krakowa organizowanych jest około 30 wystaw i 60 wydarzeń towarzyszących.
Program festiwalu dzieli się na część oficjalną (wystawy główne), towarzyszące (sekcja ShowOff) oraz na szereg innych działań, jak warsztaty, projekcje filmów, przeglądy portfolio, spotkania z artystami i kuratorami.
W ramach festiwalu pokazywane były prace tak znanych artystów jak Nobuyoshi Araki, Tadeusz Rolke, Tomek Sikora, Michael Ackerman, Irving Penn, Richard Avedon, Sally Mann, Jerzy Lewczyński, Walker Evans i wielu innych.
Dyrektorem Festiwalu jest Joanna Gorlach.

## Nagrody
- Aktivist/Nocne Marki: galeria roku 2009
- Radiowa Trójka: wydarzenie roku 2009
- Gazeta Wyborcza/Odloty: najlepsze wydarzenie w Krakowie 2008
- Fotopolis.pl: wydarzenie artystyczne 2009, 2010, 2011, 2013